# 中華航空358號班機空難
中華航空358號班機是中華航空一個由台灣中正國際機場（今台灣桃園國際機場）飛往美國安克拉治（泰德·史蒂文斯安克拉治國際機場）的貨機航班。
1991年12月29日，這架機身編號B-198、負責此航班的波音747-2R7F/SCD型貨機，在起飛不久後因引擎掉落又回航不及，墜毀於台北縣萬里鄉（今新北市萬里區）境內的中幅子山（丁火巧山）山區( 座標 25˚10'23"N 121˚40'05"E )。當時機上搭載的正副駕駛及飛航工程師（含長程航線替換的飛行員）共五名機組員，全數皆在意外中罹難。

## 失事飛機背景
- 機型：波音747-2R7F/SCD（747-200F）全貨機
- 機號：B-198
- 出廠：1980年9月
- 履歷：出廠後由盧森堡貨運航空購入使用，機號是LX-ECV。該機是1985年時，由中華民國交通部民用航空局以時價6,000萬美元向盧森堡航空購入，1985年6月出租給中華航空使用，改機號為B-198。
- 飛行時數：至失事為止，該架飛機的飛行時數已高達45,868小時。
- 週期：至失事為止為9094。
- 引擎：4具Pratt & Whitney（普惠公司） JT9D-7R4G2
- 保養情況：1991年12月21日，即事發八日前，本機作最後一次的A級保養。

## 事故經過
本班機從中正機場起飛約三分鐘後，飛機已經位於5,200英呎並持續上升中，此時飛機右側的三號引擎連帶著四號引擎脫落，飛機立即向台北飛航情報區的台北航管中心（ATC）要求回航，飛機獲得了一個向左轉回機場的航線，但因飛機無法左轉，又向航管中心要求了一條向右轉的航線，至此飛機與航管雙方再無接觸。
飛機隨後於台北時間（UTC+8）15點05分墜毀在右側約700英呎的山區。

## 事故的原因
金屬疲勞導致鉚釘鬆脫，進而使三號引擎脫落，且三號引擎離開機體時連帶擊中四號引擎，使其跟著脫落。

## 其他
- 三號引擎在搜尋數月後於萬里外海的海底尋獲。
- 涉事航机在坠毁5年前，于1986年5月3日執行中華航空334號班機任務時，遭機長王錫爵劫往中國大陸。

## 參照
- 波音747
- 中華航空
- 美國航空191號班機空難
- 以色列航空1862號班機空難：与本次事故原因完全相同的另一场空难，亦为波音747-200F的三号引擎连带著四号引擎脱落造成飞机坠毁。

## 外部連結
- （英文）Airliners.net上在此飛機失事前的照片
- （英文）Air safety對此事故的紀錄（页面存档备份，存于）
- （英文）AirDisaster.com對此事故的紀錄 （页面存档备份，存于）
- 公共電視台_公民眾意院 （页面存档备份，存于）那霸空難時所有節目受訪者的想法
- 疑螺絲鬆脫造禍 與萬里失事相似-華視新聞-華視新聞網 （页面存档备份，存于）
- 丁火巧山 （页面存档备份，存于）失事山區相關介紹資料